# Ciclo de combustão em estágios

O ciclo de combustão em estágios num foguete. Nele, todo o combustível e parte do oxidante passam pelo pré-queimador, gerando um gás rico em combustível. Depois de passar por uma turbina que aciona as bombas, o gás é injetado na câmara de combustão e queimado com o oxidante remanescente.

O Ciclo de combustão em estágios é um ciclo de produção de força num motor de foguete de combustível líquido. Nesse processo, os propelentes passam por várias câmaras de combustão e são queimados em estágios. A maior vantagem relativa a outros ciclos em motores de foguete, é grande eficiência termodinâmica, aferida através do impulso específico, enquanto sua maior desvantagem é a complexidade.
Na prática, no Ciclo de combustão em estágios, os propelentes passam por dois tipos de câmara de combustão: a primeira, recebe a nomenclatura de "pré-queimador" e a segunda é chamada de câmara de combustão principal. No pré-queimador, uma pequena parte dos propelentes é queimada, e a pressão produzida aciona as turbobombas que alimentam o motor com propelentes. Na câmara de combustão principal, os propelentes são completamente queimados para gerar empuxo.